# Поросся

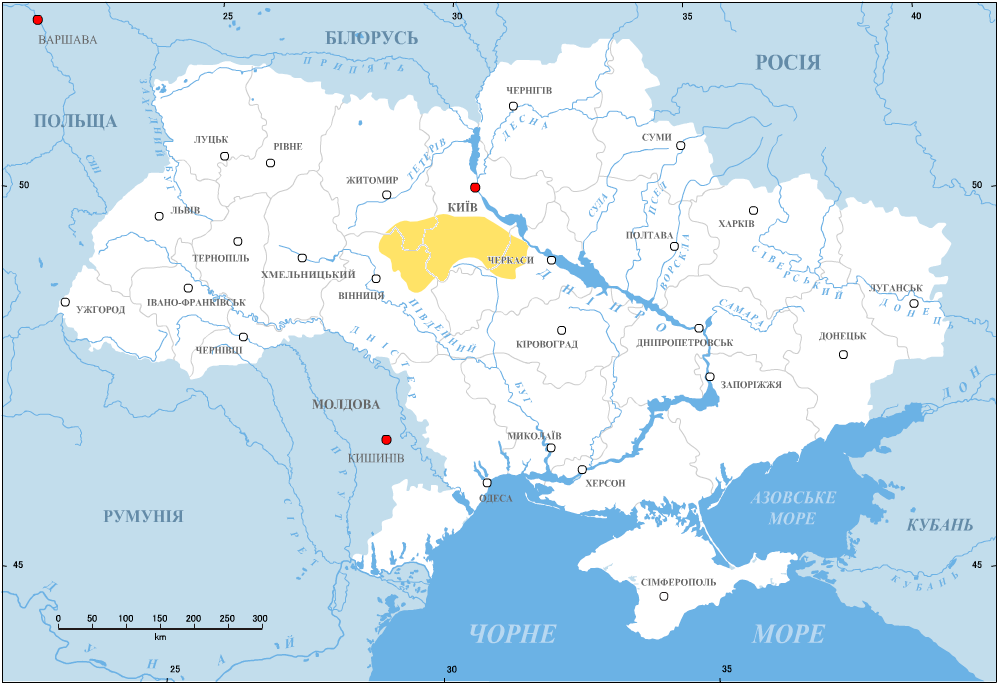
Приблизні межі Поросся на карті сучасної України

Поросся — історико-географічна область у басейнах річок Рось та Гнилий Тікич, тепер південна частина Київської області і північ правобережної частини Черкаської області. Розуміння Поросся як окремого регіону сформувалось в Х—ХІІІ століттях. Вперше «Поросся» згадується в Іпатіївському літописі під 1150 роком. Далі в 1155, 1173 роках.

## Межі Поросся

Басейн річки Рось

До території Поросся переважно відносять землі у басейні річки Рось та її приток. На заході Поросся межувало з Болохівською землею, на півночі доходило до околиць Києва, на сході обмежувалось Дніпром, а на півдні сягало верхів'їв приток Південного Бугу. Традиційно територію Поросся поділяють на кілька частин: Верхнє, Середнє, Нижнє.

## Історія
У Х сторіччі цей регіон (приблизно 80×150 км) був буферною смугою між землями Київського князівства Київської Русі та кочовищами печенігів і половців. Близьке розташування Великокняжого Києва, фортифікаційна система Пороської оборонної лінії (городища та «Змієві вали») в поєднанні з природними масивами лісів та мережею річок створили стратегічний трикутник, що був обмежений річками Рось з півдня, Стугна з півночі і Дніпро зі сходу. Береги Росі та Стугни були вкриті густим лісом, між ними — відкритий простір соковитої трави. Річка Рось та її лівих приток (Сквирка, Горохуватка, Кам'янка, Протока (Великий Рут), Росава, Роставиця, Самець (Мика), Узинка, Смотрюха, Росавка, Хутірка та інші) слугували захистом та водопоєм. Це укрите від ворогів місце виявилося скотарським та землеробським раєм та предметом розбрату для полян та кочівників.
Археологічні дослідження городищ давньоруського часу вказують на те, що частина з них заснована на місці укріплень часів раньозалізного віку. Масове будівництво фортець по р. Рось пов'язують з літописним повідомленням 1032 р. — «Ярослав почав ставити городы по Роси». Ймовірно літописного Корсуня, Богуславля, Юр'єва. Ярослав Мудрий закладаючи міста та поселення на Пороссі — заклав підвалини для подальшої експансії Київської Держави на південному напрямку. Ярославу вдалося вщент розбити у 1036 році під Києвом печенігів і назавжди відігнати їх від Києва та Поросся.
Саме оборонна міць Поросся та Посулля (Переяславське князівство) обумовили відхід печенігів за Дунай на Балканський півострів; ті ж з них, що залишилися в руських степах, на кордонах Київської Русі, визнали княжу владу та примирились. Разом з іншими дрібними кочовими племенами вони склали напівосідле тюркомовне населення. Як раз з допомогою цих поселень Яросла́в Мудрий зміцнює військовий статус Поросся в складі Київської Русі, дозволивши оселятися тюркськомовним кочовим племенам — огузи, торки, ковуї, турпеї, боути, каєпичі, берендеї (що в Київській Русі називалися — чорні клобуки, чорні шапки, каракалпаки) поміж русі. В зв'язку з «осадженням» кочовиків з'являються городища на притоках р. Рось — Гороховатка, Нехворощ. У 1095 згадується центр Пороських кочівників та полян — містечко Торчеськ на лівому березі Росі.
Із кінця XI ст. Поросся складало окрему єпископію із центром у Юр'єві (із серед. XII ст. — у Каневі). У XII ст. Поросся виступало як окрема князівська волость, як правило, із центром у Торчеську.
У Пороссі київські князі звичайно надавали «части» (земельні володіння) іншим руським князям з умовою захищати Київську землю разом із чорними клобуками від половців. У 1190-х рр. у Торчеську сидів син князя Рюрика Ростиславича і доньки половецького хана Беглюка, Ростислав Рюрикович, а в 1227—28 — Мстислав Мстиславич Удатний. Після його смерті галицький князь, Данило Романович передав Поросся Мстиславовим синам, з яких Ізяслав ймовірно був місцевим князем до монгольського вторгнення.
Поросся зазнало значного спустошення під час монголо-татарської навали й у середині XIII ст. перестало існувати як політичне та церковно-адміністративна одиниця. Утім, у Галицько-Волинському літописі (1280-ті рр.) згадується князь Юрій Пороський (імовірно, син Ростислава Володимировича), що можна вважати останньою літописною згадкою регіону. У серед. XIV ст. Поросся, разом із частиною земель Королівства Русь, увійшло до складу Великого князівства Литовського.